# Licania robusta
Licania robusta är en tvåhjärtbladig växtart som beskrevs av Paul Antoine Sagot. Licania robusta ingår i släktet Licania och familjen Chrysobalanaceae. Inga underarter finns listade i Catalogue of Life.